# Plognosad havsmus
Plognosad havsmus (Callorhinchus callorynchus) är en broskfiskart som först beskrevs av Carl von Linné 1758.  Plognosad havsmus ingår i släktet Callorhinchus och familjen Callorhinchidae. IUCN kategoriserar arten globalt som livskraftig. Inga underarter finns listade i Catalogue of Life.
Honor är med en längd upp till 105 cm större än hannar som maximalt kan vara 85 cm långa.
Arten förekommer i havet kring södra Sydamerika från södra Brasilien över Argentina och Eldslandets vikar till Chile och Peru. Plognosad havsmus vistas vanligen i grunda vatten till ett djup av 170 meter, ibland når den 480 meter.
Fortplantningen sker mellan tidiga våren och sommaren (juli till november på södra jordklotet). Äggen kläcks efter 6 till 12 månader och nykläckta ungar är cirka 13 cm långa. Födan utgörs av olika havslevande ryggradslösa djur.

## Bildgalleri

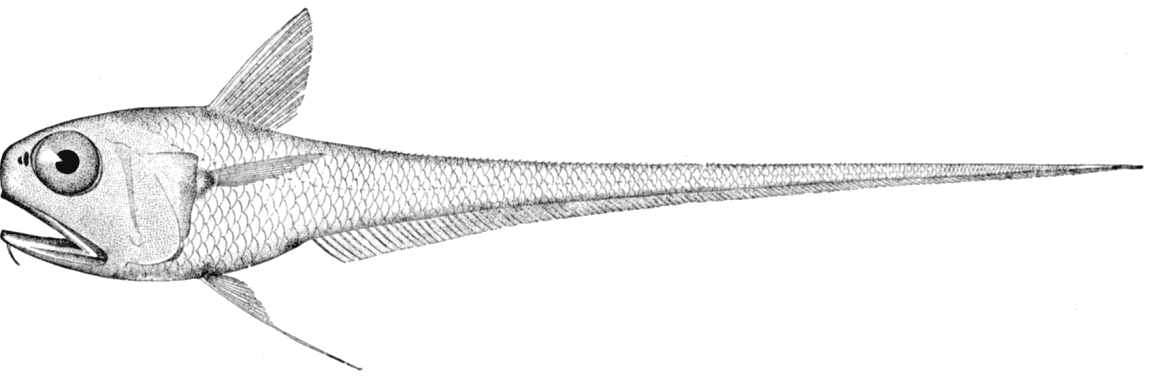
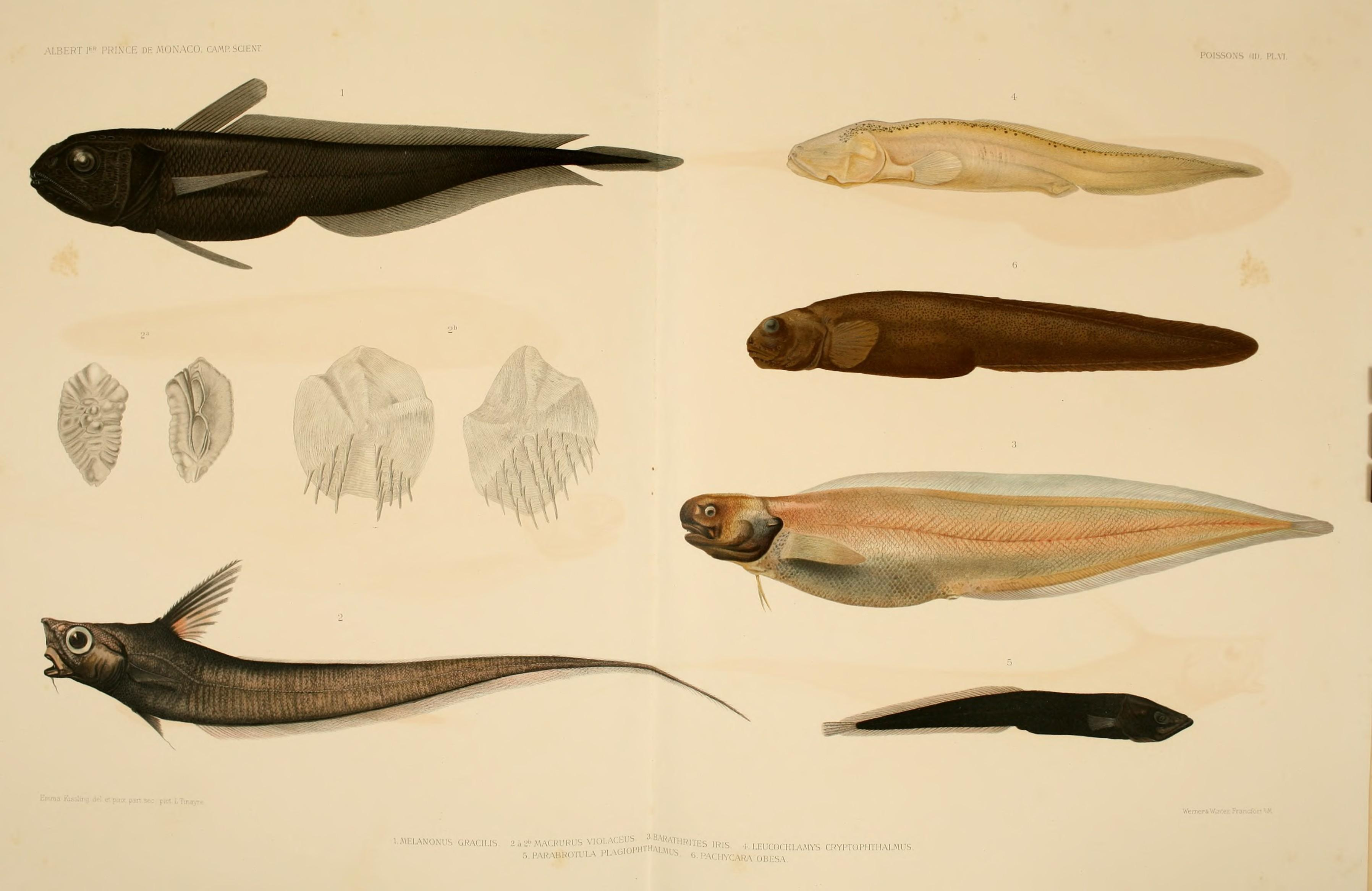